# 일운초등학교
일운초등학교는 경상남도 거제시에 있는 공립 초등학교이다.

## 학교 연혁
- 1937년 4월 13일 일운제2공립보통학교 개교(2학급)
- 1941년 4월 1일 일운제2공립국민학교로 교명 변경
- 1946년 4월 1일 일운공립국민학교로 교명 변경
- 1996.03.01 일운초등학교 개명
- 1999.09.01 구조라분교장 본교 통합(1999.03.01 격하)
- 2002.03.01 별관 완공
- 2005.04.13 도서관 및 체육관 개관식
- 2009.09.18 일운복지관 개관(역사관, 체력단련실, 골프연습실, 휴게실, 샤워실)
- 2016.02.17 제74회 졸업장 수여식(졸업생 53명, 총 6,961명)
- 2016. 03. 01.	15(1)학급 편성
- 2016. 09. 01.	제24대 김점숙 교장 부임

## 참고 자료
- 일운초등학교 - 한국교육학술정보원 학교알리미